# کفشک تاج‌به‌سر
کفشک تاج‌به‌سر (نام علمی: Pseudopleuronectes schrenki) نام یک گونه از زیرخانواده راست‌رویان است.